# Holger Borgh
Holger Martin Borgh (ur. 12 czerwca 1921 w Hallen, zm. 14 marca 2000 we Frösön) – szwedzki biathlonista i żołnierz.

## Kariera
W 1948 roku wystąpił na igrzyskach olimpijskich w Sankt Moritz, gdzie wspólnie z Edorem Hjukströmem, Fride Larssonem i Karlem Gustavem Ljungquistem zajął trzecie miejsce w pokazowych zawodach patrolu wojskowego. Był to jego jedyny sukces na międzynarodowych zawodach tej rangi. W trakcie igrzysk miał stopień sierżanta.